# Haar (bei München)

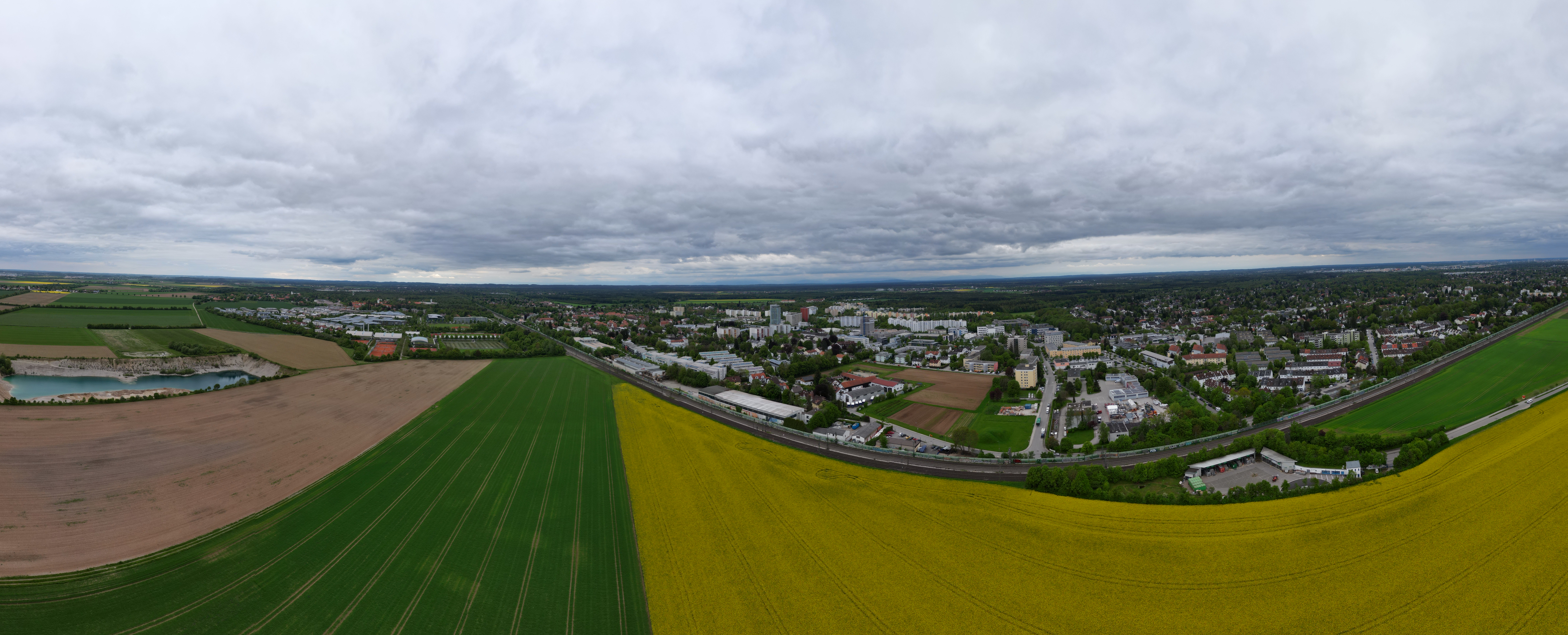
Panorama-Luftbild von Haar

Haar ist eine Stadt im oberbayerischen Landkreis München, die östlich an München angrenzt. Am 28. Januar 2025 wurde Haar als dritte Gemeinde im Landkreis München zur Stadt erhoben.

## Geographie

### Nachbargemeinden
Haar grenzt im Norden an die Gemeinde Feldkirchen (Landkreis München), im Osten an die Gemeinde Vaterstetten (Landkreis Ebersberg), im Süden an die Gemeinden Grasbrunn und Putzbrunn (beide Landkreis München) sowie im Westen an den Münchner Stadtbezirk Trudering-Riem.

### Gliederung des Stadtgebiets

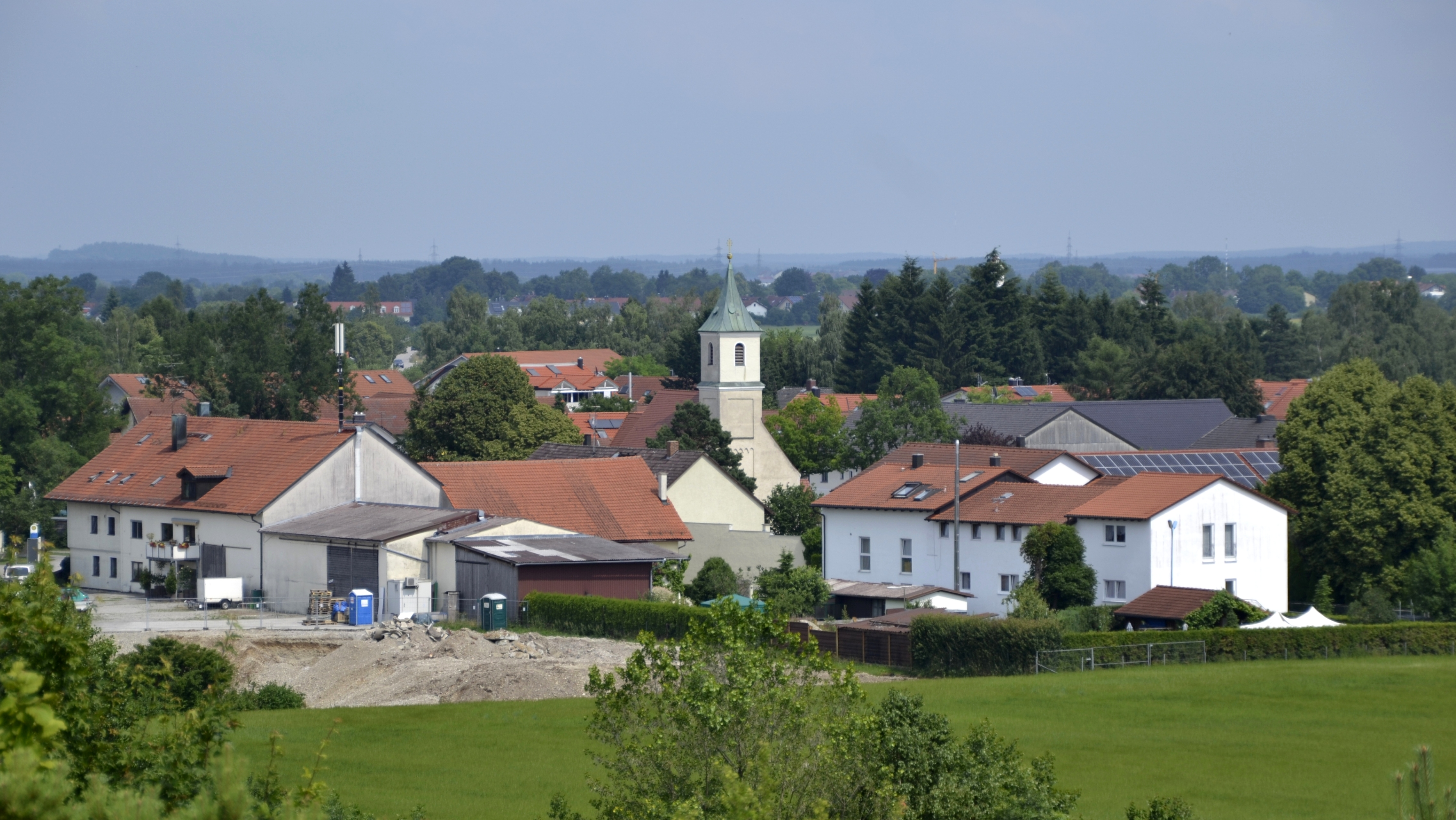
Salmdorf

Die Stadt hat fünf amtlich benannte Gemeindeteile (in Klammern ist der Siedlungstyp angegeben):
- Haar (Stadtrandsiedlung)
- Eglfing
- Gronsdorf (Kirchdorf)
- Ottendichl (Pfarrdorf)
- Salmdorf (Kirchdorf)

## Geschichte
Der Ortsname kommt von dem Wort Hardt (harde/hart), welches ein leicht bewachsenes Waldland beschreibt. Daher kommt auch das Beil im Haarer Wappen, welches an die Rodung des Waldes erinnert.
Das erste Mal wird Haar in einer Urkunde des Klosters Rott am Inn im Jahr 1073 erwähnt: darin wird das „Gut Harde“ an das Kloster verschenkt.
Im Zuge der Neuordnung Bayerns (Gemeindeedikt von 1818) wurden die bis dahin selbständigen Orte Haar, Gronsdorf und Salmdorf zur neuen Gemeinde Salmdorf zusammengelegt. Ottendichl und Eglfing kamen 1849 dazu.
Die Gemeinde blieb im ganzen 19. Jahrhundert recht klein: die Gemeindebeschreibung von 1872 zählt 43 Häuser mit 334 Einwohnern. Erst mit der Eröffnung der Bahnstation Haar an der Strecke München–Rosenheim konnte die Gemeinde wachsen: 1900 waren es bereits 61 Häuser mit 472 Einwohnern. Im Zuge des Baues und der Eröffnung der damaligen Kreisirrenanstalt, des jetzigen Isar-Amper-Klinikums München-Ost, im Jahr 1905 wuchs die Gemeinde zügig: 1917 hatte Salmdorf bereits 3666 und 1933 5175 Einwohner. Am 29. April 1924 wurde die Gemeinde Salmdorf in Haar umbenannt.
Nach dem Zweiten Weltkrieg wuchs Haar durch den Bau von weiteren Siedlungen deutlich an: 1972 gab es 13.000 Einwohner und 1977 bereits 19.500. Diese Zeit war vor allem geprägt durch den Bau des Jagdfeldzentrums: Dazu gehören einige Hochhäuser, Ladenlokale und Gastronomiebetriebe, ein künstlicher See und eine Park-Anlage erbaut durch die Neue Heimat. Außerdem wurde das Ernst-Mach-Gymnasium Haar eröffnet.
Durch die Auflassung des nahen Flughafens München-Riem 1992 profitierte die Gemeinde ebenso wie vom relativ gebremsten Wohnungsbau, der in Haar ein intaktes Ortsbild mit zahlreichen denkmalgeschützten Gebäuden bewahrte.
Das Erscheinungsbild des in den 1970er-Jahren erstellten Jagdfeldzentrums wurde 2007 durch einen neuen Büroturm sowie eine neue Wohnanlage mit ca. 80 Einheiten, genannt „natürlich Haar“, stark verändert.
Die zukünftige Entwicklung des Ortes sollte (Stand 2017) auch von der Verwendung des aufgelassenen Geländes des Krankenhausteils Haar II beeinflusst werden. Für diese denkmalgeschützte, parkähnliche Anlage mit ihren Jugendstil-Krankenhausgebäuden liegt ein Konzept zur Wohn- und Gewerbenutzung vor, das eine Nachverdichtung einschließt.
Am 28. Januar 2025 wurde die Gemeinde im Rahmen ihres Neujahrsempfangs mit der Überreichung der entsprechenden Urkunde durch den bayerischen Innenminister Joachim Herrmann zur Stadt erhoben.

### Einwohnerstatistik
Zwischen 1988 und 2018 stieg die Einwohnerzahl von Haar von 16.553 auf 21.185 um 4632 Einwohner bzw. um 28 %.

### Konfessionsstatistik
Mit Stand 2012 waren 8653 der Einwohner Mitglieder der römisch-katholischen Kirche, 3036 Mitglieder der evangelischen Kirche und 10.087 gehörten einer anderen oder keiner Glaubensgemeinschaft an.

## Politik

### Bürgermeister
Seit 1. Mai 2020 ist Andreas Bukowski (CSU) Erster Bürgermeister. Er wurde mit 51,5 % der gültigen Stimmen gewählt.
Zweiter Bürgermeister ist Ulrich Leiner (Bündnis 90/Die Grünen), Dritte Bürgermeisterin Katharina Dworzak (SPD).

### Stadtrat
Bei der Kommunalwahl am 15. März 2020 ergab sich folgende Stimm- bzw. Sitzverteilung:
- CSU: 43,0 % – 13 Sitze
- SPD: 31,5 % – 10 Sitze
- Bündnis 90/Die Grünen: 21,3 % – 6 Sitze
- FDP: 4,2 % – 1 Sitz

### Wappen
| Wappen von Haar | Blasonierung: „In Silber auf grünem Boden zwei grüne Bäume, zwischen ihnen schwebend ein goldenes Rodungsbeil mit schwarzem Griff.“ |
| Wappen von Haar | Wappenbegründung: Das Gemeindewappen nimmt Bezug auf den Ortsnamen und die Ortsgeschichte. Der Name Haar ist abgeleitet von Hart (lichter Wald), der durch die zwei Bäume auf grünem Boden bildlich zum Ausdruck kommt. Das Rodungsbeil symbolisiert die Entstehung der Siedlung im Mittelalter als planmäßige Rodung in den westlichen Ausläufern des Ebersberger Forstes und die Urbarmachung des Bodens für die landwirtschaftliche Nutzung. Dieses Wappen wird seit 1951 geführt. |

### Partnergemeinde
Seit 1983 besteht eine Partnerschaft mit der Südtiroler Gemeinde Ahrntal.

## Wirtschaft
Größter Arbeitgeber ist das 1905 eröffnete Isar-Amper-Klinikum München-Ost (bis 31. Dezember 2006 Bezirkskrankenhaus Haar), mit etwa 1200 Betten und 2200 Mitarbeitern (Stand 2004) eine der größten psychiatrischen Kliniken in Deutschland. „Haar“, „nach Haar kommen“ usw. ist im Münchner Umland ein gängiges Synonym für Psychiatrie, ähnlich wie „Stadelheim“ für Gefängnis.
Die zur Wittenstein AG gehörende attocube systems GmbH, die Antriebs- und Messtechnik für Nanotechnologie-Anwendungen herstellt, hat ihren Sitz in Haar.
Die Deutschland-Zentrale des Pharma-Unternehmens MSD zog im November 2021 von der Gemeinde Haar nach München in den Stadtteil Berg am Laim. Die Danone GmbH, ein Tochterunternehmen des Konzerns Danone, hatte bis 2022 ihren Sitz in Haar.

### Stadtwerke Haar
Die Stadtwerke Haar GmbH wurden 1998 (damals noch als Gemeindewerke Haar) gegründet und sind kommunale Strom-, Gas- und Trinkwasserversorger in der Stadt. Darüber hinaus ist das Unternehmen für die Entwässerung zuständig und hat in einigen Teilen des Ortes eine eigene Antennenversorgung aufgebaut. Als Grundversorger sind die Stadtwerke Haar für den Betrieb, die Instandhaltung sowie den Ausbau des leitungsgebundenen Versorgungsnetzes zuständig. Der Name wurde nach der Stadterhebung im Januar 2025 in "Stadtwerke Haar" geändert.

#### Wasserversorgung
Die Stadt Haar ist im südlichen Teil der Münchner Schotterebene gelegen, in der der oberste Grundwasserspiegel an der Messstelle Haar-Eglfing mit mehr als 13 m unter Grund am tiefsten liegt.
Das Haarer Trinkwasser wurde zunächst in Brunnen am Rande des Stadtgebietes gefördert. Um die Versorgung des wachsenden Ortes auch für die Zukunft langfristig zu sichern, wurden neue Quellen erschlossen. So stammt seit 2011 das geförderte Wasser aus einem Gebiet im Höhenkirchener Forst, in dem das Wasser in größeren Mengen und besserer Qualität vorhanden ist.
Die Qualität des Trinkwassers wird in regelmäßigen Abständen von einem Labor der Stadtwerke München untersucht. Die aktuellen Analyseergebnisse werden auf der Website der Stadtwerke veröffentlicht.

#### Stromversorgung
Neben dem Grundversorgungstarif und auf Privat- sowie Geschäftskunden zugeschnittenen Produkte bieten die Stadtwerke Haar ein Ökostrom-Produkt (Haarer Ökostrom) an. Dieser Strom wird zu 100 % aus regionaler Wasserkraft gewonnen.

#### Gasversorgung
Auch im Bereich der Gasversorgung sind die Stadtwerke Haar Grundversorger des Stadtgebietes. Das Unternehmen bietet neben dem Grundversorgungstarif Produkte für Privat- und Geschäftskunden an. Darüber hinaus stellt es Informationen und Unterstützung für die Heizungsumstellung zur Verfügung und berät in Fragen rund um Fördermöglichkeiten.

## Verkehr

### Kraftfahrzeugverkehr
Die Stadt liegt unmittelbar an der A 99 und ist über die Anschlussstelle Haar angeschlossen. Die Bundesstraße 471 durchquert das Stadtgebiet in Nord-Süd-Richtung, die Bundesstraße 304 in Ost-West-Richtung.

### Radverkehr
Haar plant einen Schnellradweg zwischen München und Ebersberg durch das Stadtgebiet entlang der Bahnstrecke zu bauen, die Förderung wurde dafür schon vom Freistaat Bayern zugesichert.
Haar nimmt am MVG-Mietrad-System mit insgesamt 12 Stationen im Stadtgebiet teil. Außerdem bietet die Stadt ihren Bürgern zwei E-Lastenräder kostenlos zum Ausleihen an.

### Eisenbahn

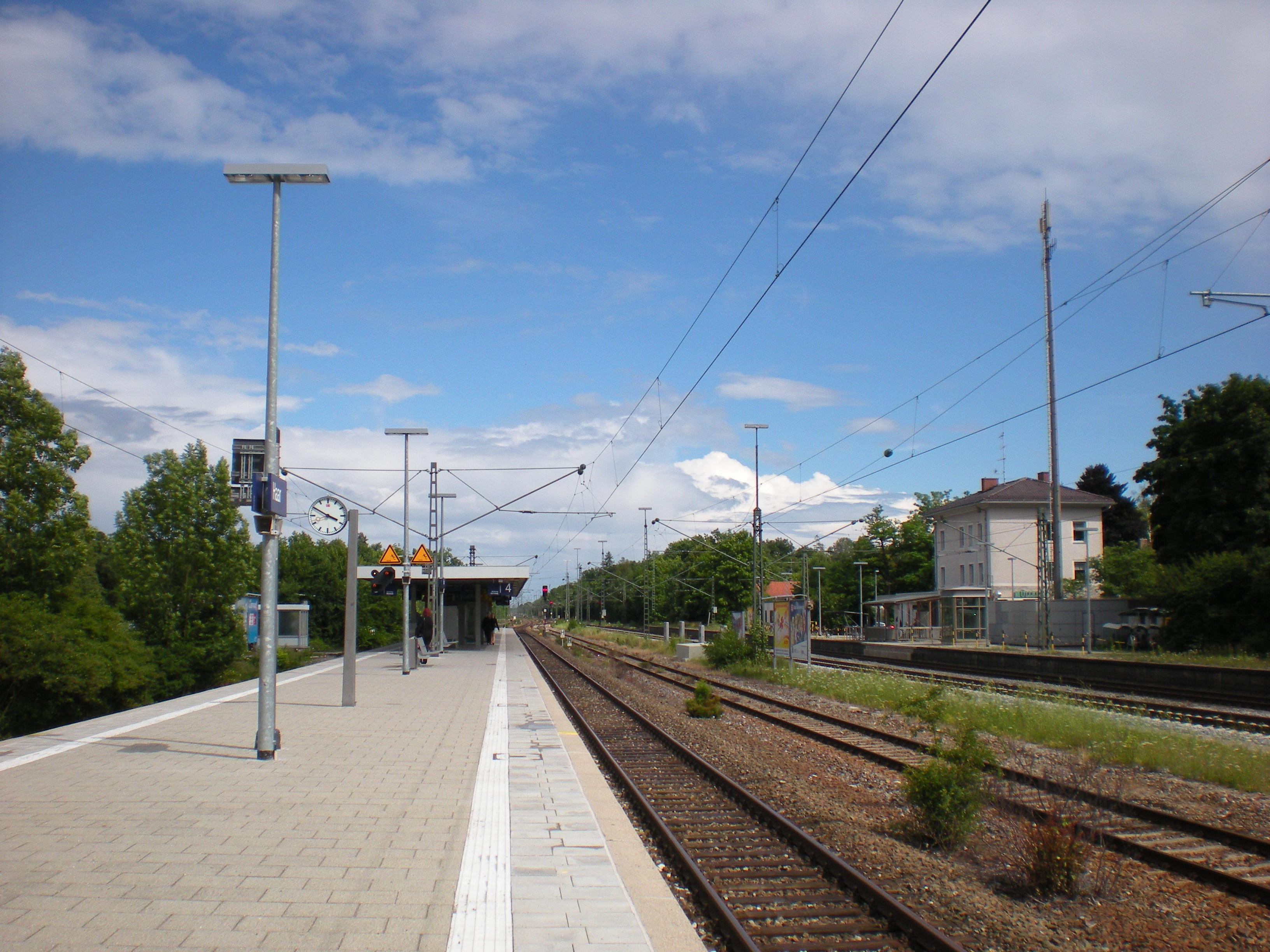
Bahnhof Haar

Durch das Stadtgebiet verläuft nördlich des Hauptorts die Bahnstrecke München–Rosenheim. Die Bahnstrecke wurde am 15. März 1871 eröffnet, gleichzeitig ging der Bahnhof Haar in Betrieb. Aufgrund der Bedeutung als Fernverkehrslinie in Richtung Süden und Südosten wurde die Bahnstrecke nach Rosenheim schon 1892 zweigleisig ausgebaut. Der ebenfalls in der Stadt Haar liegende Haltepunkt Gronsdorf wurde am 1. Mai 1897 eröffnet. Im Jahr 1927 folgte die Elektrifizierung der Strecke, der Bahnhof Haar war trotz der zahlreichen Schnellzüge auf der Strecke nur durch einfache Personenzüge an München und Grafing angeschlossen. Nach der Inbetriebnahme der S-Bahn München im Jahr 1972 wurde der Haltepunkt Gronsdorf nur noch von S-Bahn-Zügen bedient. In Haar wurde ebenfalls eine S-Bahn-Station eingerichtet, der Anschluss an die Regionalverkehrslinien von München nach Rosenheim blieb jedoch bis in die 1990er-Jahre erhalten.
Heute verbindet die Linie S 6 der Münchner S-Bahn den Ort Haar mit München, Zorneding, Grafing und Ebersberg im 20-Minuten-Takt. In der Hauptverkehrszeit ergänzt die S-Bahn-Linie S 4 (Zorneding–Haar–München–Gauting–Starnberg–Tutzing) den 20-Minuten-Takt zwischen Zorneding, Haar und München zu einem 10-Minuten-Takt. Teilweise verkehren die Züge der S 4 auch weiter bis Grafing Bahnhof. Die S-Bahn-Züge halten innerhalb Haars in Gronsdorf und Haar.

### Nahverkehr
Haar ist in das Tarifsystem des Münchner Verkehrs- und Tarifverbund (MVV) integriert. Dabei gehören alle Ortsteile sowohl zur Zone M (München) als auch zur Zone 1 des MVV, das bedeutet, für eine Fahrt ins Stadtgebiet von München wird lediglich eine Fahrkarte für die Zone M benötigt. Das Rückgrat des ÖPNV in Haar ist die im 20-Minuten-Takt verkehrende S 6 (Tutzing–Starnberg–München–Haar–Vaterstetten–Grafing Bahnhof–Ebersberg) und die zwischen 6 und 19 Uhr im 20-Minuten-Takt verkehrende S 4 (Geltendorf-Fürstenfeldbruck-München-Haar). In der Hauptverkehrszeit wird die S-Bahn-Linie S 4 in Richtung Ebersberg verlängert.
| Linie | Linienverlauf |
| ----- | --- |
| S4    | Geltendorf – Türkenfeld – Grafrath – Schöngeising – Buchenau – Fürstenfeldbruck – Eichenau – Puchheim – Aubing – Leienfelsstraße – Pasing – Laim – Hirschgarten – Donnersbergerbrücke – Hackerbrücke – Hauptbahnhof – Karlsplatz (Stachus) – Marienplatz – Isartor – Rosenheimer Platz – Ostbahnhof – Leuchtenbergring – Berg am Laim – Trudering (– Gronsdorf – Haar – Vaterstetten – Baldham – Zorneding – Eglharting – Kirchseeon – Grafing Bahnhof – Grafing Stadt – Ebersberg) |
| S6    | Tutzing – Feldafing – Possenhofen – Starnberg – Starnberg Nord – Gauting – Stockdorf – Planegg – Gräfelfing – Lochham – Westkreuz – Pasing – Laim – Hirschgarten – Donnersbergerbrücke – Hackerbrücke – Hauptbahnhof – Karlsplatz (Stachus) – Marienplatz – Isartor – Rosenheimer Platz – Ostbahnhof – Leuchtenbergring – Berg am Laim – Trudering – Gronsdorf – Haar – Vaterstetten – Baldham – Zorneding – Eglharting – Kirchseeon – Grafing Bahnhof – Grafing Stadt – Ebersberg  |

Weiterhin ist die Stadt durch mehrere MVV-Regionalbuslinien gut erschlossen. Die MVV-Regionalbuslinie 243, derzeit betrieben durch DB Regio Bus Bayern GmbH (DRB), ist die am stärksten frequentierte Linie und bedient z. B. das Jagdfeld, das dichtest besiedelte Wohngebiet, und das Isar-Amper-Klinikum München-Ost. Weitere Linien stellen Verbindungen zu den Nachbarorten her. Außerdem endet in Haar die Stadtbuslinie 193 der Münchner Verkehrsgesellschaft (MVG), die von Haar (Jagdfeldzentrum) über Waldtrudering tagsüber im 10-Minuten-Takt eine Verbindung nach München-Trudering herstellt. Die folgenden Buslinien verkehren in der Stadt Haar:
- 193 Trudering Bahnhof – Friedenspromenade – Waldtrudering – Haar, Jagdfeldzentrum
- 230 Haar Bahnhof – IAK-Klinikum München-Ost  – Feldkirchen – Aschheim – Ismaning – Garching Forschungszentrum
- 240V Ernst-Mach-Gymnasium – Neukeferloh – Grasbrunn – Harthausen (nur an Schultagen)
- 241 Haar Bahnhof – Keferloh – Putzbrunn – Ottobrunn – Taufkirchen
- 242/242V Gronsdorf – Salmdorf – Ottendichl – IAK-Klinikum München-Ost – Haar Bahnhof (an Schultagen einzelne Fahrten von/bis St.-Konrad-Straße und Gymnasium)
- 243 Lise-Meitner-Weg – Jagdfeld – Haar Bahnhof – IAK-Klinikum München-Ost – Vockestraße – Waldstraße – Neukeferloh – Baldham Realschule

Alle genannten Buslinien verkehren jeweils in beide Richtungen.
Seit dem 12. Dezember 2021 ist Haar auch mit den Linien  X203 und  X202 an den ExpressBus-Ring des MVV angeschlossen. Damit ist es möglich, zum Beispiel bei Störungen auf andere S-Bahnäste zu wechseln.
- X202 Unterschleißheim – Garching-Hochbrück – Ismaning – Aschheim – Feldkirchen – Ottendichl – Haar, IAK-Klinikum München-Ost – Haar Bahnhof – Haar, Hans-Stießberger-Str. (Schleife)
- X203 Heimstetten – Feldkirchen Gewerbegebiet – Ottendichl – Haar, IAK-Klinikum München-Ost – Haar Bahnhof – Putzbrunn – Hohenbrunn – Taufkirchen Hugo-Junkers-Str. – Deisenhofen (übergangsweise: Furth)

## Kultur und Sehenswürdigkeiten

### Bürgerhaus
In dieser kommunalen Einrichtung finden regelmäßig kulturelle Veranstaltungen statt.

### Kleines Theater
Das Kleine Theater spielt in einem Jugendstilgebäude, das im Jugendstilpark liegt, auf dem ehemaligen Gelände des Isar-Amper-Klinikum Klinikums München-Ost. Dort finden Theater-, Kabarett- und Musikveranstaltungen statt.

### Kino
Seit Ende November 2006 gibt es in Haar wieder ein Kino mit zwei Sälen. Es befindet sich im Jagdfeldzentrum, direkt an der B 304.

### Denkmale
Das Kriegerdenkmal vor der Kirche St. Konrad wurde im Jahr 1987 neu gestaltet. Es wurde eine Engelsfigur aufgestellt und eine Bodenplatte angebracht, deren Inschrift alle Opfer der NS-Gewaltherrschaft einschließt. An die „Euthanasie“-Opfer der Aktion T4 wird seit 1990 neben der evangelischen Kapelle in Haar I mit einem Mahnmal des Bildhauers Josef Golwitzer erinnert.

### Volkshochschule Haar
Die VHS Haar zählt zu den großen Volkshochschulen in Oberbayern. Sie wurde bereits im Jahr 1957 aus einer Bürgerbewegung heraus gegründet und hat sich rasch als gemeinnütziger Verein, unter dem pensionierten Rektor der Haarer Volksschule Dr. Fischer, einen guten Ruf im Osten Münchens erarbeitet.
Heute bietet die VHS ein breites und alle Lebensbereiche umfassendes Weiterbildungsprogramm, das das Miteinander und gemeinschaftliche Lernen und den individuellen persönlichen Nutzen ausbalanciert. Das Programm umfasst die Bereiche: Beruf, Sprachen, Gesundheit, Kultur, Gesellschaft und „junge vhs“.

### Bayerisches Spielearchiv
In Haar befindet sich das Bayerische Spielearchiv, eine umfangreiche Sammlung von Gesellschaftsspielen und zugehöriger Literatur. Alle zwei Wochen findet in der Stadt ein vom Spielearchiv organisierter „Haarer Spieleabend“ statt, an dem Interessierte Spiele spielend kennenlernen.
Das Archiv veranstaltet weiterhin jährlich die Internationale Spieleerfinder-Messe Haar, bei der Spielautoren ihre Ideen Verlagen präsentieren können.

### Sportvereine
Die größten Sportvereine sind:
- Haar Disciples (Baseball)
- Turn- und Sportverein Haar (TSV Haar)

## Natur
Seit 1997 wandelt die Stadt systematisch traditionelle Grünflächen in artenreiche Magerwiesen um, womit sie die Biodiversität und die Zahl heimischer Pflanzen und Insekten verbessert. „Wo früher Allerweltskräuter wie Ampfer und Löwenzahn dominierten, prägen jetzt unter anderem blühende Königskerzen, Färberkamille und die Wilde Möhre das Straßenbild“, die für zahlreiche Insektenarten überlebenswichtig sind. Bisher wurden 41 Flächen mit mehr als 40.000 m² in Magerstandorte umgewandelt. Die Gemeinde verweist auf den Nebeneffekt, dass die Pflegekosten deutlich gesunken seien. Vorzeigeobjekt ist der NaturSchauGarten am Wertstoffhof. „Die Gemeinde Haar wurde aufgrund ihres großen Engagements für biologische Vielfalt bereits 2019 mit dem Label StadtGrün naturnah und 2021 mit dem Bayerischen Biodiversitätspreis ausgezeichnet. 2023 ist die Rezertifizierung für das StadtGrün naturnah Label in Gold ein zweites Mal geglückt.“ Die Strategie der Stadt wird als Haarer Modell bezeichnet und als „vorbildlich im Sinne eines umfassenden Natur- und Umweltschutzes“ bezeichnet.

## Sonstiges
In der Stadt befand sich eine Schule des Bundesnachrichtendienstes (⊙), in der zukünftige Mitarbeiter für den mittleren und gehobenen nichttechnischen Dienst ausgebildet worden sind. Es war die Fachhochschule des Bundes für öffentliche Verwaltung, Fachbereich Öffentliche Sicherheit, Abteilung Bundesnachrichtendienst. Im Telefonbuch war sie getarnt als Liegenschaftsverwaltung Pullach Institut für Nachrichtentechnik. Die Gebäude wurden 1939 als Polizei-Kaserne errichtet; von 1961 bis Anfang der 1980er-Jahre war dort die Fernmeldehundertschaft Süd des BGS stationiert. Im Jahr 2019 ist die Schule im Zuge des Umzugs des BND nach Berlin mit umgezogen.
In Haar befindet sich das Brand- und Katastrophenschutzzentrum des Landkreises München (⊙). Dort sind neben der örtlichen Freiwilligen Feuerwehr, dem Einsatzleitwagen des Landkreises und der Werkfeuerwehr des Isar-Amper-Klinikum München-Ost auch der 1. ABC-Zug München-Land und der THW-Ortsverband München-Land untergebracht. Außerdem gibt es Schulungs- und Übungsräume der Kreisbrandinspektion, in denen Kurse für Feuerwehrangehörige aus dem gesamten Landkreis München stattfinden. Außerdem ist die Rettungswache Haar des Bayerischen Roten Kreuz (Kreisverband München) mit einem Rettungswagen auf dem Gelände untergebracht. 
Im Raum Haar ist einer der ältesten bayerischen Gewerbevereine aktiv, gegründet am 1. Januar 1924. Er ist ein Ortsverband des BDS Bund der Selbständigen Bayern e. V., als gemeinschaftliches Netzwerk „Haar-Trudering“ mit dem Münchener Stadtteil Trudering. Auch zu weiteren Ortsverbänden im Bezirk Oberbayern Ost wie Vaterstetten, Ottobrunn, Poing etc. werden nachbarschaftliche Beziehungen gepflegt.
Die Beschwerdekammern des Europäischen Patentamts haben ihren Sitz ebenfalls in Haar.
Am Reststück der Start- und Landebahn des ehemaligen Flughafens Riem ist der Grenzpunkt der Gemeinden Haar, Feldkirchen und München markiert. In der Nähe, auf Haarer Boden, zeigt eine Baumanpflanzung die Zahl 850 (seit 2008, 850-Jahr-Feier der Stadt München).

## Persönlichkeiten

### Söhne und Töchter von Haar
- Horst Enzensberger (* 1944), Historiker
- Josef Linsmeier (1944–2024), Politiker (CSU)
- Nikolaus Schwerdtfeger (* 1948), Weihbischof im Bistum Hildesheim
- Oskar Simmel (1913–1986), Jesuit und Publizist
- Hans Stießberger (1920–2008), Haarer Kommunalpolitiker

### Personen mit Bezug zu Haar
- Karl Zenger (1873–1912), Eiskunstläufer
- Max Rumpf (1878–1953), Soziologe
- Hermann Pfannmüller (1886–1961), Psychiater und Neurologe, verurteilter Täter der Aktion T4 („Euthanasie“-Morde) zur Zeit des Nationalsozialismus
- Rosl Mayr (1896–1981), bayerische Volksschauspielerin, in Haar gestorben
- Vult Ziehen (1899–1975), Psychiater zur Zeit des Nationalsozialismus
- Anton von Braunmühl (1901–1957), Psychiater
- Gerhard Schmidt (1904–1991), Psychiater
- Annelies Kupper (1906–1987), Opernsängerin
- Heinz-Eberhard Opitz (1912–1997), Richter
- Heinz Ulbrich (1916–1995), Kaufmann und Gewerkschafter
- Max Mannheimer (1920–2016), Autor und Maler, Holocaust-Überlebender
- Michael Croissant (1928–2002), Künstler
- Roswitha Riess (* 1937), Politikerin (CSU), Trägerin des Bundesverdienstkreuzes seit 2003[28]
- Peter Paul Gantzer (* 1938), Politiker (SPD)
- Tom Werneck (* 1939), Spieleautor
- Christoph Zenger (* 1940), Mathematiker und Informatiker
- Gabriele von Ende (* 1944), Malerin
- Sepp Maier (* 1944), Fußballtorwart, spielte 1952–1959 in mehreren Jugendmannschaften des TSV Haar
- Helga Anders (1948–1986), Schauspielerin
- Holger Henke (* 1960), Politikwissenschaftler, Fachbuchautor und Herausgeber
- Harald Lesch (* 1960), Physiker, Astronom, Autor und Fernsehmoderator
- Ernst Weidenbusch (* 1963), Politiker (CSU)
- Günter Ziegler (* 1963), Mathematiker
- Christian Immler (* 1964), Fachbuchautor
- Gregor „Amadeus“ Böhm (* 1983), Musiker und Musikproduzent